# Pachydyptes ponderosus
Pachydyptes ponderosus è un uccello estinto della famiglia Spheniscidae, vissuto circa 25 milioni di anni fa.

## Distribuzione
Nuova Zelanda.

## Aspetti morfologici
Lunghezza: 140-160 cm.

Peso: 110 kg.